# Araukanisierung
Als Araukanisierung (span. araucanización) bezeichnet man das Vordringen der Kultur der Araukaner oder Mapuche, einem südamerikanischen indigenen Volk aus dem heutigen Chile – sowie deren Sprache, dem Mapudungun – auf das Territorium des heutigen Argentiniens. Diese Völkerbewegung begann mit Beginn des 17. Jahrhunderts. Nachdem die Spanier 1641 das Territorium der Mapuche nach einem mehr als hundertjährigen Kampf anerkannt hatten, zogen immer häufiger araukanische Reitertrupps über die Anden ins östliche Tiefland Patagoniens, um verwilderte Rinder und Pferde zu jagen. Dabei wurde die dort lebenden Ethnien araukanisiert, indem sie das Pferd übernahmen und eine ähnliche indigene Reiterkultur entwickelten. Die vorher herrschaftsfreien Strukturen der Flachlandindianer mit kleinen Lokalgruppen unter 100 Personen wandelte sich zur Kazikenherrschaft mit Gruppen bis über 1.000 Angehörigen. Aufgrund linguistischer Erkenntnisse ist es jedoch umstritten, ob die Araukanisierung erst nach 1600 begann, oder ob sie bereits deutlich früher einsetzte. Zudem darf man sich diesen Prozess nicht ausschließlich einseitig vorstellen, denn die Kulturen der Pampasindianer beeinflussten ihrerseits auch die Mapuche, wenn auch in wesentlich geringerem Maß.
Zwischen dem 17. und dem 19. Jahrhundert verbreitete sich die Araukanisierung auf fast den gesamten Süden Südamerikas (etwa südlich einer Linie zwischen Buenos Aires und Mendoza sowie südlich des Río Bío-Bío), bis die Mapuche Ende des 19. Jahrhunderts von den Streitkräften Argentiniens und Chiles besiegt, unterworfen und in einigen Fällen systematisch ausgerottet wurden.

## Entwicklung
Die Mapuche gehören vermutlich – wenn dies auch von einigen Historikern angezweifelt wird – zu den Andenvölkern. Ihr erster nachweisbarer Siedlungsraum war das zentrale Chile, etwas südlich der Region des heutigen Concepción. Im 16. Jahrhundert begann die Kultur sich nach Süden auszubreiten, wo sich die Volksgruppe der Yámana befand. Bis zum Beginn des 18. Jahrhunderts hatten sich die Mapuche bis auf die Höhe der Insel Chiloé ausgebreitet, einschließlich der Bergregionen, die heute zu Argentinien gehören.
Ab Beginn des 18. Jahrhunderts begann sich die Sprache der Mapuche, das Mapudungun, nach Osten auszubreiten. Damit begann die eigentliche Epoche der Araukanisierung. Dies wird von Historikern damit begründet, dass diese Sprache sehr detailreich und ausdrucksstark ist und daher ein hohes Prestige bei den Volksgruppen Patagoniens genoss, welche daraufhin nach und nach selbst diese Sprache übernahmen. Das Phänomen verstärkte sich Ende des 18. Jahrhunderts, als unter vielen der Jäger- und Sammlergruppen Patagoniens zahlreiche Krankheiten ausbrachen, die den Widerstand gegen die Araukanisierung brachen.
Zu den araukanisierten Volksgruppen gehören vor allem die Tehuelche, die damals in mehreren Völkern (nördliche, mittlere und südliche Tehuelche) den heute argentinischen Teil Patagoniens bewohnten. Die nördlichen Tehuelche-Gruppen araukanisierten sich fast vollständig; ein Teil vermischte sich auch mit Mapuche und bildete das Volk der Pehuenche (was übersetzt „Araukaner“ bedeutet). Nur im Süden ihres Siedlungsgebietes (heutige Provinz Santa Cruz) behielten die Tehuelche ihre originäre Sprache bis zur Unterwerfung durch die argentinischen Streitkräfte bei. Weiterhin sind die Ranqueles (La Pampa, San Luis) zu nennen, die ebenfalls fast komplett araukanisiert wurden. Im Fall der Het oder Querandíes, den nomadisierenden Pampavölkern, ist der Fall noch komplexer: Diese übernahmen zunächst die Sprache und Kultur der Tehuelche, und erst nach der Araukanisierung dieses Volkes das Mapudungun und die araukanische Kultur.

## Negative Kritik am Konzept
Wenn auch die Übernahme zahlreicher kultureller Elemente der Mapuche durch die Pampa-Völker historisch als gesichert gilt, wird von einigen Autoren das Konzept der Araukanisierung als schlagwortartige Vereinfachung angesehen. Laut Diana Lenton und Axel Lazzari (1998) habe das Konzept im Argentinien des 19. Jahrhunderts hohe politische Bedeutung erlangt, da dadurch die indigenen Völker der Pampa als von Chile kommende „Fremde“ charakterisiert werden konnten, anstatt sie in die argentinische Nation einzugliedern. Dieser Diskurs sei als Rechtfertigung für die Vernichtungskriege gegen sie verwendet worden. Weiterhin sei es nicht nur zur Übernahme araukanischer Kulturelemente durch die Pampavölker gekommen, sondern die Mapuche hätten umgekehrt auch Elemente der Pampavölker übernommen.